# I Was So Unpopular In School And Now They're Giving Me This Beautiful Bicycle
I Was So Unpopular in School and Now They're Giving Me This Beautiful Bicycle (Con lo impopular que era en el colegio y ahora me regalan esta preciosa bicicleta), es el primer álbum de estudio de la banda de indie rock Billie the Vision and the Dancers. Fue publicado en 2004 a través del sello de autopublicación Love Will Pay The Bills Records, y desde entonces se ofrece de forma gratuita en su página web.

## Lista de canciones
Todas las letras escritas por Lars Lindquist, toda la música compuesta por Lars Lindquist. 
| N.º   | Título                | Duración |  |
| 1.    | «Summercat»           | 3:02     |  |
| 2.    | «Good and Bad»        | 3:16     |  |
| 3.    | «Nobel Square»        | 3:41     |  |
| 4.    | «Ask for More»        | 3:48     |  |
| 5.    | «Do You Remember»     | 4:41     |  |
| 6.    | «Stay Awake»          | 3:15     |  |
| 7.    | «City»                | 4:08     |  |
| 8.    | «Apologize»           | 3:27     |  |
| 9.    | «No One Knows You»    | 4:53     |  |
| 10.   | «Jackass»             | 3:12     |  |
| 11.   | «Want to Cannot Help» | 4:06     |  |
| 41:29 |                       |          |  |